# 1998 WQ6
1998 WQ6 är en asteroid i huvudbältet som upptäcktes 23 november 1998 av den japanska astronomen Takao Kobayashi vid Ōizumi-observatoriet.
Asteroiden har en diameter på ungefär 3 kilometer och den tillhör asteroidgruppen Nysa.